# Агберк
Агберк (вірм. Աղբերք) — село в марзі Гегаркунік, на сході Вірменії. Село розташоване на південний захід від міста Чамбарак та на схід від міста Севан.